# Sione Vailahi
Sione Havea Vailahi (født 6. september 1958), bedre kendt under ringnavnet The Barbarian er en wrestler fra Tonga, der er mest kendt for sin enorme styrke. Han kunne efter sigende løfte en mand på 100 kg over sit hovedet med én arm. 
Vailahi fik sin wrestlingdebut i National Wrestling Alliance i 1981, hvor han wrestlede under navnet King Konga. Det blev senere til Konga the Barbarian og til sidst bare The Barbarian. I 1988 skrev han kontrakt med World Wrestling Federation, og i 1991 dannede han for første gang tagteam med makkeren Haku. I 1995 skiftede begge wrestlere til World Championship Wrestling, og de blev kaldt for Faces of Fear og var medlem af Dungeon of Doom indtil 1997. Barbarian blev hos WCW indtil 2001. 